# János Gálicz
János Gálicz (en húngaro: Gálicz János, en ruso: Янош Галич; Tótkomlós, ~1890 - Moscú, 1939) fue un militar austrohúngaro naturalizado soviético que participó en la Primera Guerra Mundial y en la guerra civil española, donde recibió el sobrenombre de General Gal.
Su papel en la guerra española fue muy controvertido, no apareciendo en toda la historiografía sobre el evento ningún comentario favorable sobre su actuación, especialmente desafortunada en las batallas del Jarama y Brunete. Al finalizar la guerra, fue víctima de la Gran Purga en la Unión Soviética

## Biografía
Gálicz nació en la ciudad de Tótkomlós, en el Imperio austrohúngaro (actualmente en el Condado de Békés, Hungría). Participó con el Ejército austrohúngaro en la Primera Guerra Mundial, siendo tomado prisionero en el Frente Oriental por tropas del Imperio ruso. Durante su cautiverio se convirtió en un ferviente comunista, tomando parte con los bolcheviques en la guerra civil rusa.
Tras el triunfo de la revolución, se incorporó a la Academia Militar Frunze de Moscú, donde alcanzó el grado de coronel. En 1936 fue enviado a España para integrarse en el cuerpo de oficiales de las Brigadas Internacionales que participaban defendiendo a la II Répública en la guerra civil española, bajo el nombre falso de José Ivanovich Gal (General Gal).
Fue jefe de brigada y de división en el bando republicano. Conocido por su mal carácter, comandó la XV Brigada Internacional entre el 31 de enero y el 15 de febrero del 1937, en que fue herido y sustituido por Vladimir Ćopić. Durante la Batalla de Brunete (6 de julio - 25 de julio de 1937), comandó la 15.ª División del Ejército Popular de la República, compuesta por la XIII y la XV Brigada Internacional.
Con el colapso de la República Española, retornó a la Unión Soviética, donde fue juzgado por un tribunal militar y ejecutado en Moscú dentro de una de las purgas de Stalin, de la que también sería víctima Ćopić.

## Controversias
El papel de Gálicz en la guerra civil española ha sido objeto de numerosas controversias, especialmente su nefasta organización del ataque al Cerro del Pingarrón durante la Batalla del Jarama en febrero de 1937, que causó múltiples bajas entre sus tropas. Según Martin Kitchen, la ineptitud de Gal y sus tácticas suicidas provocaron que el número de bajas en sus unidades fuera «intolerablemente alto». Para Kitchen, Stalin estuvo al corriente de su actuación, lo que provocó su ejecución nada más regresar a la Unión Soviética.
Michael Petrou estima que Gálicz esperaba alcanzar la gloria en España, y su mal carácter, incompetencia, y delirios de grandeza resultaron demasiado costosos. Cecil D. Eby escribió que «János Gálicz fue el más misterioso y según todas las crónicas el más incompetente de los oficiales internacionales en España. Hablaba alemán con acento eslavo y ruso con acento alemán». Herbert Matthews, del New York Times, describió al General Gal como "un húngaro que luchaba por la Internacional Comunista en lugar de por la República Española". Ernest Hemingway afirmó que las condiciones en el sector de Gal eran "deplorables" y que éste "debería haber sido fusilado".